# PRESENTS (プリンセス プリンセスのアルバム)
『PRESENTS』（プレゼント）は、1994年8月25日にリリースされたプリンセス プリンセスのコンピレーション・アルバム。

## 解説
プリンセス プリンセスが発売した初の企画盤。
メンバー全員共に、楽曲ごとの優劣はつけられないため、シングル・コレクションである『SINGLES 1987-1992』に収録されていない楽曲を対象に、ライブ会場でアンケートの上位にランクしたものを収録したためタイトルも『PRESENTS』となっている。CDの帯コピーは「ファンからのリクエストによる うれしい うれしい アルバム」と記されている。本作用に収録された新曲「悲しみのある風景」も収録。
全16曲のうち、『TELEPORTATION』収録曲の2曲、「ソーロング、ドリーマー（'94mix）」「ユー・アー・マイ・スターシップ（'94mix）」は新しいミキシングが施されている。
初回限定盤のみ、ギフト小包ジャケット&アナログ盤風レーベル仕様。

## 収録曲
全曲　作曲：奥居香（特記以外）編曲：プリンセス プリンセス・笹路正徳
1. HIGHWAY STAR [4:51]
作詞：渡辺敦子　作曲：渡辺敦子・奥居香
  - アルバム『PRINCESS PRINCESS』収録。
2. ソーロング、ドリーマー（'94mix） [4:11]
作詞：富田京子
  - アルバム『TELEPORTATION』収録。
3. 友達のまま [5:01]
作詞：富田京子
  - アルバム『LOVERS』収録。
4. MELODY MELODY [5:16]
作詞：富田京子
  - アルバム『BEE-BEEP』収録。
5. ROMANCIN' BLUE [5:02]
作詞：富田京子
  - アルバム『HERE WE ARE』収録。
6. ユー・アー・マイ・スターシップ（'94mix） [4:29]
作詞：富田京子
  - アルバム『TELEPORTATION』収録。
7. だからハニー [4:30]
作詞：中山加奈子
  - 16thシングル。
8. パパ [5:13]
作詞：中山加奈子
  - アルバム『LOVERS』収録。
9. STAY THERE [4:31]
作詞：富田京子
  - アルバム『LET'S GET CRAZY』収録。
10. ロマンス [4:49]
作詞：中山加奈子
  - アルバム『DOLLS IN ACTION』収録。
11. SHE [4:45]
作詞：中山加奈子　作曲：今野登茂子
  - アルバム『HERE WE ARE』収録。
12. 傷跡 [5:17]
作詞：中山加奈子
  - アルバム『Majestic』収録。
13. 悲しみのある風景 [3:56]
作詞：富田京子
  - 新曲。のち19thシングル「Birthday Song」C/W曲。
14. THE SUMMER VACATION [3:51]
作詞：中山加奈子
  - 18thシングル。
15. One [4:19]
作詞：富田京子
  - アルバム『PRINCESS PRINCESS』収録。
16. DING DONG [3:54]
作詞：中山加奈子
  - アルバム『LOVERS』収録。